# Dolichopeza fasciventris
Dolichopeza fasciventris är en tvåvingeart som beskrevs av Alexander 1973. Dolichopeza fasciventris ingår i släktet Dolichopeza och familjen storharkrankar. Inga underarter finns listade i Catalogue of Life.